# Carlo Fontanini
Carlo Fontanini (Latisana, 17 luglio 1766 – 1º novembre 1848) è stato un vescovo cattolico italiano.

## Biografia
Nacque a Latisana il 17 luglio 1766.
Il 23 aprile 1791 fu ordinato presbitero per la Congregazione della missione.
Arciprete di Pontelongo, il 9 aprile 1827 fu nominato vescovo di Concordia da papa Leone XII. Ricevette la consacrazione episcopale il 2 settembre dello stesso anno dal vescovo di Padova Modesto Farina, coconsacranti il vescovo di Adria Carlo Pio Ravasi ed il vescovo titolare di Mindo Giovanni Battista Sartori. Prese possesso della diocesi nella cattedrale di Concordia il 29 settembre seguente.
Il 4 agosto 1833 consacrò il duomo di Portogruaro, "chiesa ausiliare" della diocesi.
Morì il 1º novembre 1848 all'età di 82 anni.

## Genealogia episcopale
La genealogia episcopale è:
- Cardinale Scipione Rebiba
- Cardinale Giulio Antonio Santori
- Cardinale Girolamo Bernerio, O.P.
- Arcivescovo Galeazzo Sanvitale
- Cardinale Ludovico Ludovisi
- Cardinale Luigi Caetani
- Cardinale Ulderico Carpegna
- Cardinale Paluzzo Paluzzi Altieri degli Albertoni
- Papa Benedetto XIII
- Papa Benedetto XIV
- Papa Clemente XIII
- Cardinale Marcantonio Colonna
- Cardinale Giacinto Sigismondo Gerdil, B.
- Cardinale Giulio Maria della Somaglia
- Vescovo Modesto Farina
- Vescovo Carlo Fontanini, C.M.